# Maggie Castle
Maggie Castle (Montreal, 1983) é uma atriz canadense, mais conhecida por sua aparição no filme Starstruck, do Disney Channel.

## Filmografia
| Ano  | Título                                      | Papel                          |
| ---- | ------------------------------------------- | ------------------------------ |
| 2010 | Flying Lessons                              | Shelly                         |
| 2010 | Starstruck: Meu Namorado é uma Superestrela | Sara Olson                     |
| 2009 | The Time Traveler's Wife                    | Alicia Abshire                 |
| 2008 | Hank and Mike                               | Lena                           |
| 2007 | I'm Not There                               | Another Girl                   |
| 2007 | The Mad                                     | Amy Hunter                     |
| 2007 | Dead Mary                                   | Lily                           |
| 2007 | Weirdsville                                 | Treena                         |
| 2006 | Arthur                                      | Molly (14 episodes, 1997-2006) |
| 2006 | The Woods                                   | Tracy                          |
| 2006 | The House                                   | Cindy                          |
| 2006 | Between Truth and Lies                      | Emily Parker                   |
| 2006 | Flirting with Danger                        | Jane Heaton                    |
| 2005 | Beach Girls                                 | Young Stevie                   |
| 2005 | The Perfect Man                             | Wichita Girl                   |
| 2004 | The Grid                                    | Cathy                          |
| 2003 | Starhunter                                  | Taryn Orford                   |
| 2003 | Fast Food High                              | Maya                           |
| 2002 | Edgar & Jane                                | Jane                           |
| 2001 | Vampire High                                | Samantha                       |
| 2000 | Jackie Bouvier Kennedy Onassis              | Caroline Kennedy, ages 15 & 16 |